# WTF with Marc Maron
WTF with Marc Maron ist ein seit September 2009 zweimal pro Woche erscheinender Podcast, der in Eigenregie von Comedian Marc Maron produziert und moderiert wird.
WTF gehört nicht nur zu den ersten Podcasts, sondern ist laut iTunes einer der erfolgreichsten und meistgehörten überhaupt. Jede Ausgabe erreicht im Durchschnitt über 200.000 Downloads; am 9. Dezember 2013 wurde die Grenze von 100 Millionen Downloads überschritten.
Nach etwa 20 Ausgaben begann Maron, die Podcasts in der Garage seines Hauses aufzunehmen. Die ersten Gäste waren zumeist Freunde aus der Comedyszene. Mittlerweile waren viele prominente und weltweit bekannte Persönlichkeiten zu Gast, darunter auch der zu dieser Zeit amtierende US-Präsident Barack Obama.

## Hintergrund
Nachdem Marons Radiosendung Breakroom Live with Maron & Seder von Air America abgesetzt wurde, gründete er im September 2009 seinen Podcast WTF with Marc Maron. Die ersten Episoden seines Podcast nahm er verbotenerweise in den Studios von Air America auf, da er noch Zugang zum Gebäude hatte. Kurz darauf zog er allerdings schon von New York nach Los Angeles. Seitdem wurden die meisten Episoden in seiner privaten Garage im Stadtteil Highland Park aufgezeichnet. Diese Aufnahmesituation führte im Juni 2015 dazu, dass aufgrund des Besuchs von Barack Obama, die Nachbarschaft von Maron mit mehreren Scharfschützen und Sicherheitsbeamten belegt war. Gelegentlich werden Folgen auch aus verschiedenen Hotelzimmern, Büros von Gästen oder anderen Orten aufgenommen. Da Maron als Stand-up-Comedian häufiger tourt, werden viele Episoden schon Wochen im Voraus aufgenommen und dann zeitversetzt veröffentlicht.
Jede Folge seines Podcast beginnt mit dem Zitat “Lock the Gate” aus dem Film Almost Famous, indem Maron ebenjene Wörter spricht.

## Besondere Folgen
- Comedian Todd Glass nutze den Podcast für sein Coming-out.[5]
- Während Barack Obama und Maron über Rassismus in den Vereinigten Staaten sprachen, verwendete Obama den Begriff „Nigger“, was eine große Medienaufmerksamkeit generierte.[6]
- Todd Hanson beschreibt detailliert seinen Suizidversuch in einem Hotelzimmer in Brooklyn und seinen langen Kampf mit Depressionen.[7]

## Auszeichnungen
Im Mai 2012 wurde WTF von Comedy Central zum besten Comedypodcast ernannt.
Im Jahr 2014 kürte Rolling Stone WTF zum besten Comedypodcast überhaupt. Im Dezember 2014 erklärte das Magazin Slate das Interview mit Louis C.K. zur besten Podcastepisode aller Zeiten.
Im April 2021 gab die neugegründete Podcast Academy bekannt, dass ihr erster Governors Award für „Herausragende Leistungen in Audio“ an Maron und seinen Produzenten Brendan McDonald für WTF vergeben wird.

## Prominente Gäste
- Episode 67: Robin Williams
- Episode 79: Ben Stiller
- Episode 109: Bob Saget
- Episode 111: Louis C.K.
- Episode 113: Ray Romano
- Episode 121: Ken Jeong
- Episode 143: Henry Rollins
- Episode 144: Patton Oswalt
- Episode 163: Conan O’Brien
- Episode 165: Ed Helms
- Episode 186: Jimmy Fallon
- Episode 215: Jon Hamm
- Episode 216: Bryan Cranston
- Episode 224: Chris Rock
- Episode 307: Tenacious D
- Episode 344: Jon Favreau
- Episode 349: Michael Keaton
- Episode 353: Dave Grohl
- Episode 358: Mel Brooks
- Episode 384: Huey Lewis
- Episode 400: Iggy Pop
- Episode 403: Nick Cave
- Episode 431: Josh Homme
- Episode 437: Elijah Wood
- Episode 450: Will Ferrell
- Episode 484: Josh Radnor
- Episode 502: Chris Cornell
- Episode 518: Mike Myers
- Episode 520: Claire Danes
- Episode 537: Rivers Cuomo
- Episode 613: Barack Obama
- Episode 621: Ian McKellen
- Episode 623: Jason Segel
- Episode 638: Patrick Stewart
- Episode 639: Keith Richards
- Episode 655: Daniel Radcliffe
- Episode 675: Michael Moore
- Episode 678: Cindy Crawford
- Episode 730: Eric André